# Тимелія-крихітка мінданайська
Тиме́лія-кри́хітка мінданайська (Micromacronus sordidus) — вид горобцеподібних птахів родини тамікових (Cisticolidae). Ендемік Філіппін. Раніше вважався конспецифічним з лейтською тимелією-крихіткою.

## Поширення і екологія
Мінданайські тимелії-крихітки є ендеміками острова Мінданао на півдні Філіппінського архіпелагу. Вони живуть у вологих тропічних лісах, на висоті від 600 до 1670 м над рівнем моря, переважно на висоті понад 1000 м над рівнем моря.

## Збереження
МСОП класифікує стан збереження цього виду як близький до загрозливого. За оцінками дослідників, популяціяй мінданайських тимелій-крихіиток становить від 15 до 30 тисяч птахів. Це рідкісні, локально поширені птахи, яким загрожує знищення природжного середовища.